# Phanotea latebricola
Phanotea latebricola là một loài nhện trong họ Zoropsidae.
Loài này thuộc chi Phanotea. Phanotea latebricola được George Newbold Lawrence miêu tả năm 1952.